# John Ogilvie (calciatore)
John Forest Ogilvie (Motherwell, 28 ottobre 1928 – Leicester, 2 maggio 2020) è stato un calciatore scozzese, di ruolo difensore.

## Caratteristiche tecniche
Era un terzino sinistro.

## Carriera
Ogilvie esordisce tra i professionisti nel 1948, all'età di 20 anni, con l'Hibernian, club della prima divisione scozzese; rimane in squadra per sette stagioni consecutive, nelle quali gioca in totale 35 partite nella prima divisione scozzese, facendo parte della rosa degli Hibees nel periodo di maggior successo della loro storia: il club in questi anni vince infatti due campionati consecutivi (ovvero tanti quanti ne aveva conquistati in precedenza in tutta la sua storia). Nel 1955 si trasferisce poi in Inghilterra, al Leicester City, con cui dal 1955 al 1957 (ovvero fino alla vittoria del campionato 1956-1957) gioca in seconda divisione, mentre dal 1957 al gennaio del 1960 gioca in prima divisione, per un totale di 82 presenze e 2 reti in incontri di campionato con le Foxes. Successivamente trascorre una stagione e mezzo con il Mansfield Town in quarta divisione, per un totale di 24 presenze ed una rete in incontri di campionato con la maglia degli Stags. Infine, si ritira dopo aver giocato con i semiprofessionisti del Bedworth Town.

## Palmarès

### Club

#### Competizioni nazionali
- Campionato scozzese: 2

Hibernian: 1950-1951, 1951-1952
- Campionato inglese di seconda divisione: 1

Leicester City: 1956-1957